# 深澳武帝庙
深澳武帝庙，位于中国广东省汕头市南澳县深澳镇金山村，现为南澳县文物保护单位，类型为古建筑，公布时间为1992年8月15日。
深澳武帝庙的历史年代为明代。